# NGC 1988
NGC 1988 – gwiazda o jasności obserwowanej ok. 10m, znajdująca się w gwiazdozbiorze Byka, w pobliżu gwiazdy zeta Tauri. Skatalogował ją Jean Chacornac 19 października 1855 roku.